# سوئدبانک
سوئدبانک (به سوئدی: Swedbank) گروه بانکداری سوئدی است، که خدمات خود را به کشورهای حوزه دریای بالتیک ارائه می‌کند. این خدمات شامل: بانکداری خرد، مدیریت سرمایه‌گذاری، خدمات مالی و سایر خدمات مرتبط با بانکداری می‌باشد.
سوئدبانک دارای ۹٫۵ میلیون مشتری در بخش خرد و ۶۲۲٫۰۰۰ شرکت در بخش بانکداری شرکتی می‌باشد. این بانک، دارای ۳۱۷ شعبه در کشور سوئد و بیش از ۲۰۰ شعبه در کشورهای اروپایی بوده که شعبه‌های بین‌المللی آن، در شهرهای کپنهاگ، هلسینکی، کالینینگراد، کیف، لوکزامبورگ، مسکو، ماربلا، نیویورک، اسلو، شانگهای، سن پترزبورگ و توکیو مستقر می‌باشند.